# Stamnodes fulgurata
Stamnodes fulgurata là một loài bướm đêm trong họ Geometridae.